# Synagoge (Külsheim)

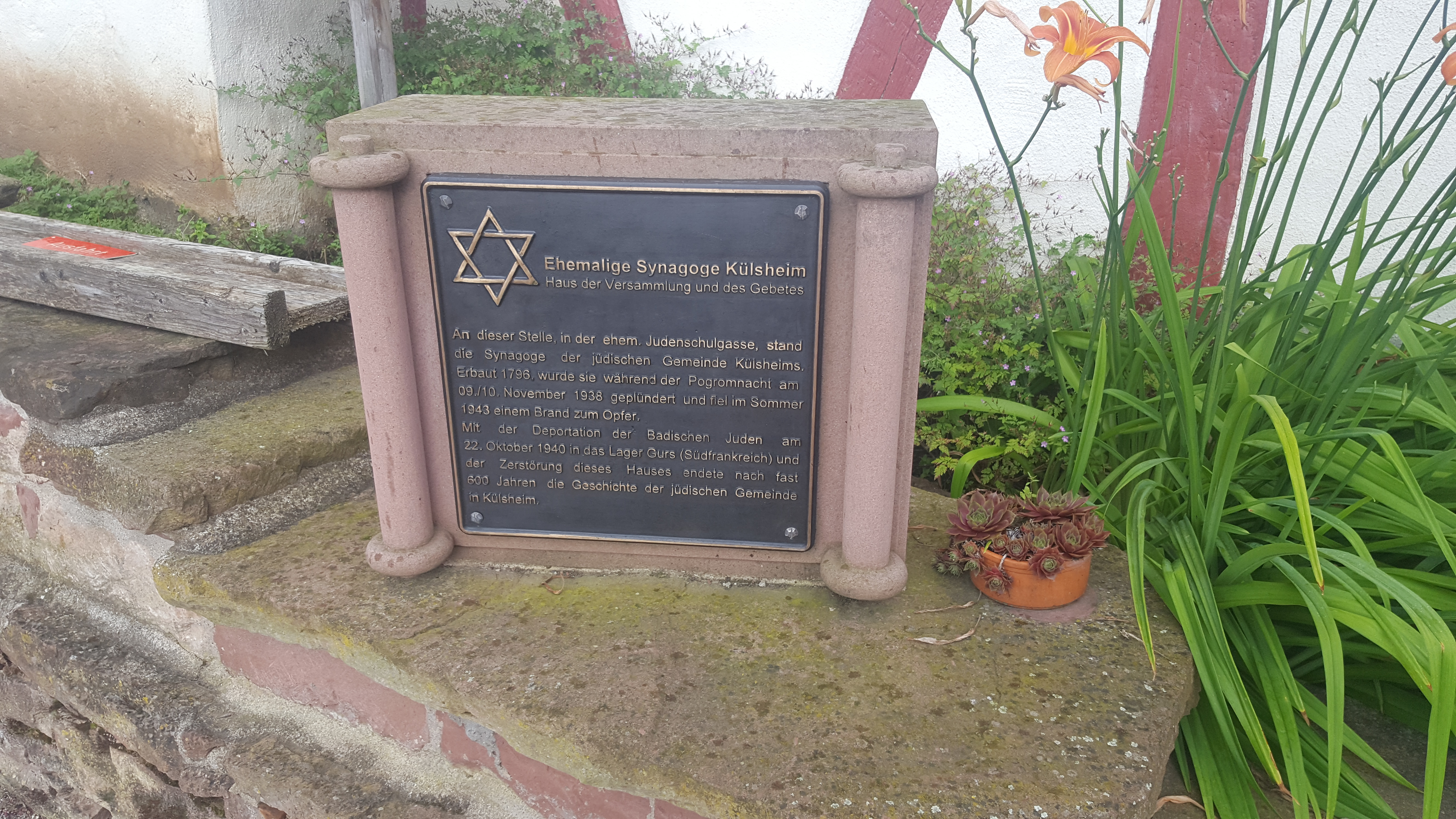
Denkmal zur Erinnerung an die jüdische Gemeinde Külsheim an den Mauerresten der ehemaligen Synagoge Külsheim

Die ehemalige Synagoge in Külsheim im Main-Tauber-Kreis wurde um 1797 errichtet und wurde 1938 in der Reichspogromnacht zerstört.

## Geschichte
Die Külsheimer Synagoge wurde 1797 errichtet und bestand bis zur Zeit des Nationalsozialismus. Nach der Zerstörung der Synagoge im Jahre 1938 wurde das Gebäude 1940 an einen Landwirt verkauft, der darin sein Stroh lagerte. Die Einrichtung der Gemeinde befand sich in der früheren Judenschulgasse (heutige Bergstraße). Am 23. August 1943 brannte das Synagogengebäude nieder, nachdem ein Elektriker fahrlässig eine Stromleitung verlegte. An den übergebliebenen Mauerresten wurde 2013 ein Gedenkstein aufgestellt, als Zeichen der Erinnerung.
Über das gottesdienstliche Leben in dem jüdischen Bethaus in Külsheim liegen Berichte eines Professors aus Helle vor der zwischen 1900 und 1930 mehrfach die Gottesdienste in Külsheim besuchte und sich dabei Aufschriebe in seinem Tagebuch machte. Aus seiner Jugend berichtete er, dass die jüdischen Männer in ausgesprochener Festkleidung, das bedeutet, dass sie mit Gehrock und Zylinder die Synagoge besucht haben. Einige Jahre später sei mehr und mehr der „gute Anzug“ an deren Stelle getreten. Gerhardt beschrieb die Synagoge als sehr traditionelles Bethaus, aufgrund des „nach alter Art“ in der Mitte stehenden und über ein paar Stufen erreichbaren Almemor und dem rechts von der Lade stehenden Betpult. Insgesamt machte sie auf ihn einen „altmodischen“ Eindruck. Zum Gottesdienst am zweiten Neujahrstag im September 1907 notierte Gerhardt, dass alle verheirateten Gottesdienstbesucher nach alter Tradition im „Sargenes“ (Leichenhemd) die Synagoge besuchten. Die älteren Männer trugen zum Großteil noch Bärte. Auf allen Plätzen waren an diesem Tag weiße Bezüge auf den Pulten.